# Hosta
Hosta és un gènere de plantes herbàcies, perennes i rizomatoses, pertanyent a la família Agavaceae, encara que tradicionalment va ser inclòs dins d'una definició àmplia de Liliaceae. El gènere inclou unes 40 espècies natives del nord-est d'Àsia. Són plantes molt populars en jardineria, particularment pel seu fullatge, en general de color verd groguenc o verd blavós.
El nom del gènere, que també s'empra com a nom comú per designar totes les espècies i conreus híbrids, és dedicat al botànic i metge austríac N.T. Host. En el passat de vegades es coneixien com a "lliri llanté", nom que actualment és en desús. El nom japonès Giboshi s'usa en anglès en cercles reduïts.

## Taxonomia
| - Hosta atropurpurea - Hosta capitata - Hosta cathayana - Hosta clausa - Hosta crassifolia - Hosta crispula - Hosta decorata - Hosta fluctuans - Hosta fortunei - Hosta gracillima - Hosta helenioides - Hosta hypoleuca - Hosta ibukiensis - Hosta jonesii - Hosta kikutii - Hosta lancifolia - Hosta longipes - Hosta longissima - Hosta minor - Hosta montana - Hosta nakaiana - Hosta nigrescens | - Hosta opipara - Hosta plantaginea - Hosta plantaginea var. grandiflora - Hosta pulchella - Hosta pycnophylla - Hosta rectifolia - Hosta rohdeifolia - Hosta rupifraga - Hosta sagae - Hosta sieboldiana - Hosta sieboldii - Hosta tardiflora - Hosta tardifolia - Hosta tardiva - Hosta tibai - Hosta tokudama - Hosta tortifrons - Hosta tsushimensis - Hosta undulata - Hosta ventricosa - Hosta venusta - Hosta yingeri |